# 馬丁山
82°4′S 88°1′W / 82.067°S 88.017°W
馬丁山是南極洲的山峰，位於埃爾斯沃思地，全長約7公里，處於皮里特山以南90公里，該山峰在1958年12月10日由美國探險隊定位，現時由南極條約體系管理。